# Mamadou Kouyaté
Mamadou Kouyaté, född 13 september 1997, är en malisk fotbollsspelare som spelar för Sandvikens IF.

## Karriär
Inför säsongen 2018 kom Kouyaté till AFC Eskilstuna. Han spelade en match från start och gjorde tre inhopp i Superettan 2018 då AFC Eskilstuna blev uppflyttade till Allsvenskan. Kouyaté gjorde allsvensk debut den 21 april 2019 i en 1–3-förlust mot Hammarby IF, där han blev inbytt i den 83:e minuten mot Ivan Bobko.
I juli 2019 lånades Kouyaté ut till Bodens BK. I mars 2020 lånades han ut till IFK Luleå på ett låneavtal över säsongen 2020. I november 2020 blev det klart att Kouyaté stannade kvar i IFK Luleå på en permanent övergång och att han hade skrivit på ett treårskontrakt med klubben.
I december 2021 värvades Kouyaté av Sandvikens IF.